# Dans la gueule du loup (film, 1951)
Dans la gueule du loup (titre original : The Mob) est un film américain réalisé par Robert Parrish et sorti en 1951.

## Synopsis
Deux agents secrets, infiltrés dans le milieu, cherchent à piéger des truands qui contrôlent l'activité d'un port. Ils s'associent afin d'identifier leur chef...

## Fiche technique
- Titre original : The Mob
- Réalisation : Robert Parrish
- Scénario : William Bowers d'après le roman Waterfront de Ferguson Findley
- Photographie : Joseph Walker - Noir et blanc
- Son : Lodge Cunningham
- Musique : George Duning
- Décors : Frank Tuttle
- Montage : Charles Nelson
- Production : Jerry Bresler, Columbia Pictures
- Pays de production :  États-Unis
- Langue : Anglais
- Format : Noir et blanc — 35 mm — 1,37:1 — Son : Mono
- Genre : Film dramatique, Film policier, Thriller, Film noir
- Durée : 87 minutes
- Date de sortie :
  - États-Unis : 17 octobre 1951

## Distribution
- Broderick Crawford (VF : Marcel Rainé) : Johnny Damico
- Betty Buehler : Mary Kiernan
- Richard Kiley (VF : Roger Rudel) : Thomas Clancy
- Otto Hulett (VF : Maurice Dorléac) : Lieutenant Banks
- Matt Crowley (VF : Louis Arbessier) : Smoothie
- Walter Klavun (VF : Michel André) : Sergent Bennion
- Neville Brand : Gunner
- Ernest Borgnine (VF : Christian Argentin) : Joe Castro
- Carleton Young (VF : René Arrieu) : le procureur
- Duke Watson (VF : Jacques Bernier) : Radford
- Ralph Dumke (VF : André Lorière) : le préfet de Police
- John Marley (VF : Michel Gudin) : Tony
- Lynn Baggett (VF : Aline Bertrand) : Peggy Clancy
- Peter Prouse (VF : Marcel Painvin) : Fred, le prêteur sur gages
- Tom Greenway (VF : Lucien Bryonne) : un technicien
- Al Mellon (VF : Alfred Argus) : Joe, l'agent montant la garde
- Charles Bronson (comme Charles Buchinsky) (VF : Lucien Bryonne) : Jack
- Richard Irving (non crédité) : le conducteur de voiture rôdant

## Commentaires
Dans la gueule du loup est un remake des films de gangsters qui décrivaient l'activité des syndicats du crime après la Seconde Guerre mondiale. « Ce qui fait son originalité est que policiers et criminels sont des durs de la même trempe, à tel point qu'il est presque impossible de les distinguer. Grâce à Broderick Crawford, le rôle assez plat de Johnny Damico prend une véritable dimension noire. »